# Казак, Валерий Николаевич
Валерий Николаевич Казак (род. 5 августа 1944 года, Ивановка, Калачинский район, Омская область, РСФСР, СССР) — советский и российский художник декоративно-прикладного искусства, член Союза художников России (2010).

## Биография
Родился 5 августа 1944 года в селе Ивановка (Калачинский район, Омская область).
Закончил в 1973 году Ленинградское Высшее Художественно-промышленное училище имени В. Мухиной (факультет интерьера и оборудования).
В 1977—1986 годах был художником-проектировщиком Красноярского и Новосибирского отделений Художественного фонда РСФСР. Участвовал в различных выставках в качестве проектировщика интерьеров и наглядной агитации и одновременно работал с мелкой пластикой из кожи: сумки, бижутерия, пояса и т. д.
В 1986 году переехал в Новосибирск, в Новосибирском Академгородке стал работать с малыми архитектурными формами в торговой сфере, заниматься интерьерами и рекламой.
С 2006 года начал создавать картины из натуральной кожи.

## Выставки
В 2007 году принимал участие в областных выставках.
В 2008 году участвовал в X региональной художественной выставки «Сибирь», в 2009 — в XI Всероссийской художественной выставки «Россия».
Также художник устраивает персональные выставки.

## Награды
Диплом X региональной художественной выставки «Сибирь».